# Evani Esperance
Evani Esperance (Totness, 30 november 1990) is een Surinaams voetballer die speelt als aanvaller.

## Carrière
Esperance maakte zijn debuut voor SV Voorwaarts in 2011. Hij speelde er drie seizoenen voordat hij de overstap maakte naar SV Botopasi. Bij hen speelde hij vier seizoenen en verliet de club na het seizoen 2017/18. Hij speelde daarna een seizoen in de tweede klasse bij SV Happy Boys waarmee hij promotie afdwong naar het hoogste niveau. Hij besloot echter om niet bij de club te blijven maar tekende bij SCV Bintang Lair.
Hij speelde tussen 2011 en 2016 zestien interlands voor Suriname waarvoor hij twee doelpunten scoorde.